# Maliquismo

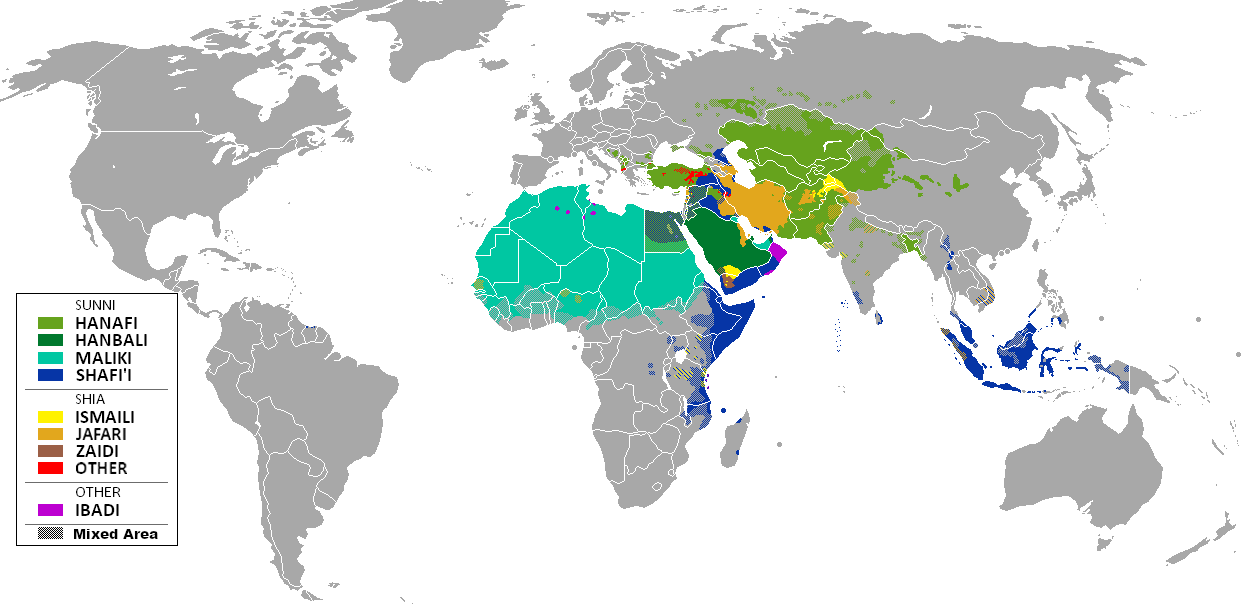
Mapa da distribuição geográfica das madhabs (escolas jurídicas islâmicas)
Madhab Malikī

O maliquismo (em árabe: مالكي; romaniz.: Malikī) é uma das quatro madhabs da fiqh, ou seja uma escola ou corrente de direito islâmico do Islão sunita. É seguida por 20% a 35% dos muçulmanos, sendo predominante no Norte de África, África Ocidental e em alguns territórios isolados da península Arábica, estando também presente nos Emirados Árabes Unidos, Kuwait e em algumas áreas da Arábia Saudita, Omã e muitos outros países do Médio Oriente. No passado teve também grande relevância nas zonas da Europa sob domínio islâmico, particularmente na Ibéria muçulmana e no Emirado da Sicília.
A principal diferença entre o maliquismo e as outras três escolas jurídicas está nas fontes usadas para determinar a jurisprudência. Todas as madhabs usam o Alcorão, a suna, bem como a ijma (consensos ou acordos dos companheiros de Maomé) e às qiyas (analogias), mas os maliquitas usam igualmente as práticas dos primeiros habitantes muçulmanos de Medina (Amal ahl al-medina) como fonte de jurisprudência.

## Bases

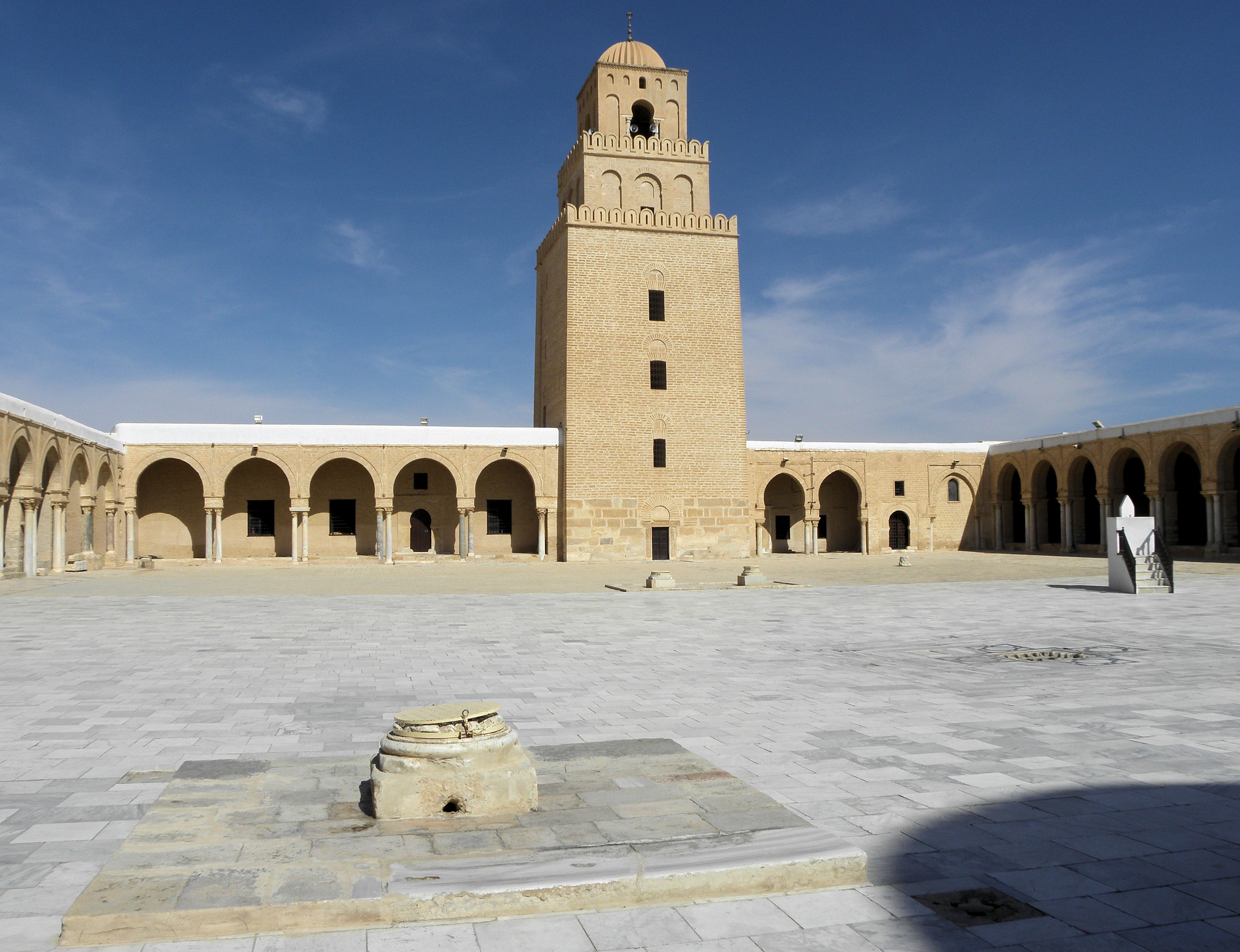
Pátio e minarete da Grande Mesquita de Cairuão, Tunísia, também chamada Mesquita de Uqba ou Oqba, que desde o século IX foi conhecida como um dos mais importantes centros da escola maliquita.

A escola maliquita deriva da obra de Maleque ibne Anas, imã de Medina, principalmente as compilações al-Muwatta e Mudawana. O primeiro é uma coleção de hádices que são vistos como seguros e encontram-se também no Sahih al-Bukhari com alguns comentários de Maleque acerca das "práticas ‘amal" do povo de Medina e onde o ‘amal está em conformidade ou em desacordo com os os hádices relatados. Isto porque Maleque (e o que depois seria a escola com o seu nome) encarava o ‘amal de Medina (as primeiras três gerações) como sendo uma prova superior da suna "viva" à dos hádices que são confiáveis mas isolados.
O segunda fonte principal, al-Mudawwanah al-Kubrā, é uma obra coletiva de ibne Alcácime, um pupilo de longa data de Maleque, e do seu mujahid (aluno)  Sanune. O al-Mudawwanah consiste nas notas de ibne Alcácime das lições com Maleque e respostas a questões legais levantadas por Sanune nas quais ibne Alcácime cita Maleque e, onde não existiam notas a sua própria argumentação jurídica baseada nos princípios aprendidos com Maleque. Os livros al-Muwatta e al-Mudawwanah, juntamente com outras fontes primárias escritas por outros alunos proeminentes de Maleque acabariam por ir parar ao Mukhtaṣar Khalīl, que formaria a base do madhhab maliquita.
O maliquismo difere das outras três escolas jurídicas islâmicas principalmente nas fontes que usa para derivar as regras. Todas as quatro escolas usam o Alcorão como fonte primária, seguido pela suna de Maomé, transmitida como hádices. Na madhhab Malequeī, a suna inclui não só o que está registado nos hádices, mas também na legislação dos  quatro "califas bem guiados" (Ortodoxo), sobretudo Omar, ijmā‘ (consenso dos académicos), qiyās (analogia) e ‘urf (costumes locais que não estão em conflito direto com os princípios islâmicos). Adicionalmente, a escola malaquita baseia-se fortemente na prática dos Salaf (nome dado às pessoas da primeira geração de muçulmanos, constituída pelos Ṣaḥābah [companheiros de Maomé], tābi‘īn e os sucessores mais antigos). Isto porque a sua prática coletiva, juntamente com as regras derivadas dos académicos salaf são consideradas mutawātir, ou seja, algo que por ter sido conhecido e praticado por tanta gente só pode ser da suna. Noutras palavras, a prática das três primeiras gerações de muçulmanos que viviam em Medina, isto é, os salaf ou antecessores retos formam a prática normativa da "suna viva" que foi preservada desde Maomé. Quando forçados a confiar em hádices autenticados contraditórios para derivar uma regra, os maliquitas escolheriam o hádice com origem em Medina, ou seja aqueles cujos transmissores residiam em Medina.